# ラヴー旅館
座標: 北緯49度04分15.1秒 東経2度10分21.0秒 / 北緯49.070861度 東経2.172500度

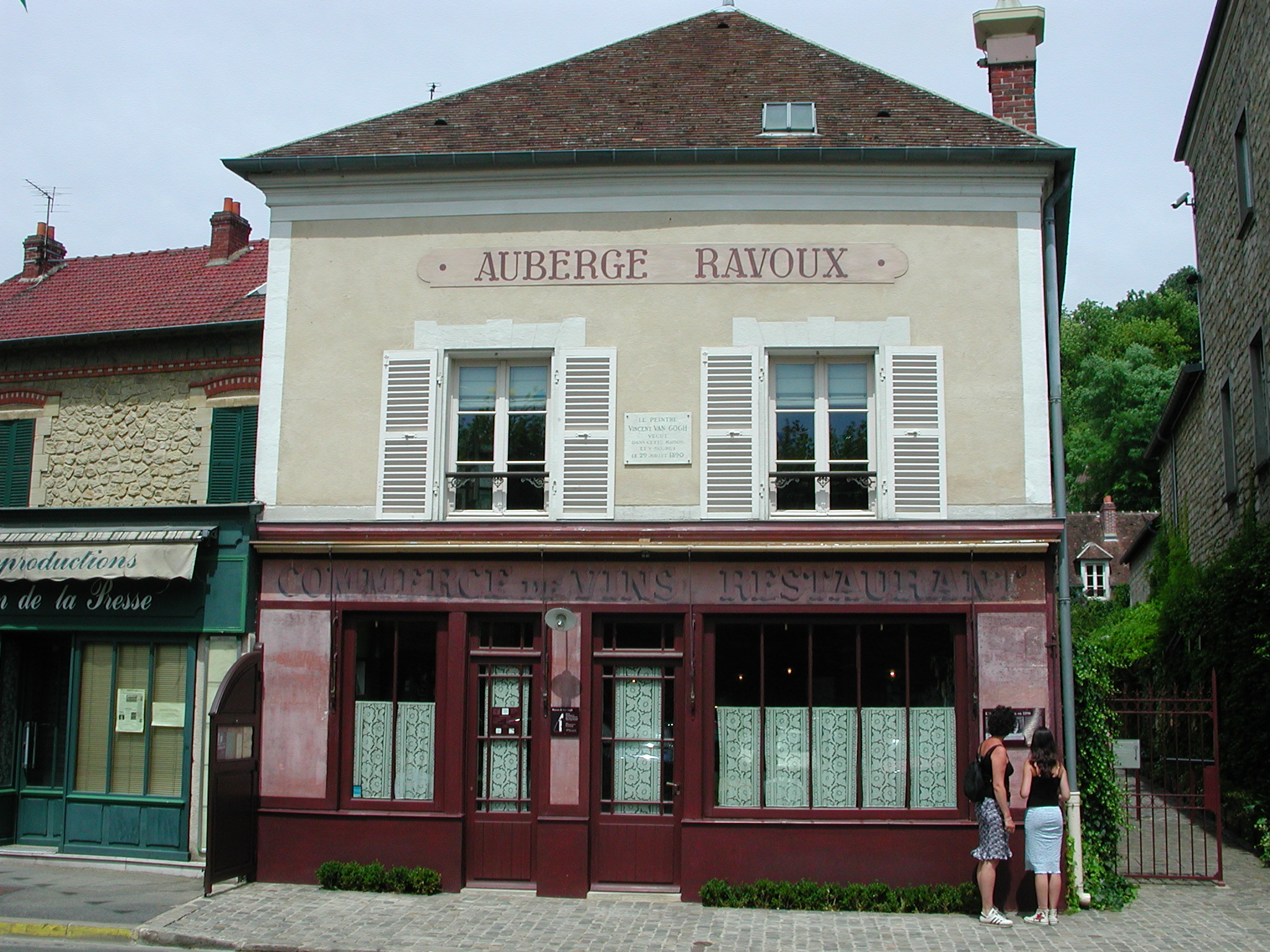
ラヴー旅館

ラヴー旅館（ラヴーりょかん、Auberge Ravoux）は、フランス・パリ郊外のオーヴェル＝シュル＝オワーズにある歴史的建造物である。画家フィンセント・ファン・ゴッホが人生最後の約2ヶ月間をここで過ごし、また没したことで知られる。現在、博物館として観光名所となっている。

## 歴史

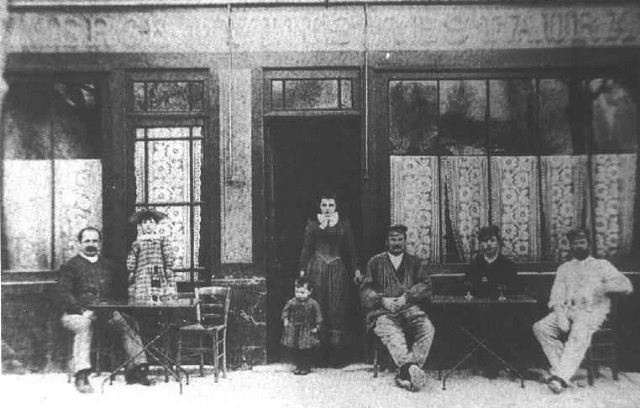
1890年頃のラヴー旅館

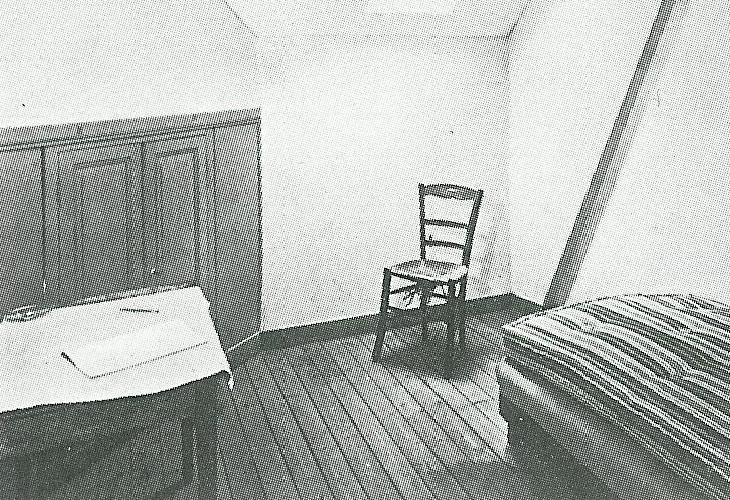
ラヴー旅館のゴッホの部屋

この建物は19世紀半ばに家族居住用として、大通りに面したところに建てられた。当初の所有者の娘がここでワイン小売業を始めた。
1889年、アルチュール・ギュスターヴ・ラヴーがこの建物を賃借し、旅館とした。ファン・ゴッホは、カミーユ・ピサロに紹介された精神科医ポール・ガシェを頼って、1890年5月20日にオーヴェル＝シュル＝オワーズに到着した。ファン・ゴッホは、宿賃が3フラン50サンチームと安かったことから、ラヴー旅館の小さな屋根裏部屋に泊まることにした。滞在中に80枚以上の油絵と64枚のスケッチを制作しており、アルチュールの長女アデリーヌの肖像なども描いている。しかし、7月27日、ファン・ゴッホは屋外で自らを銃で撃ち、負傷したまま歩いて旅館まで帰ってきた。そして2日後の29日に死亡した。
ラヴー家は1892年にオーヴェルを去った。その後、ファン・ゴッホの名前は世界的に知られるようになり、20世紀初頭、当時の賃借人だったブロット家がファン・ゴッホの過ごした部屋に人を呼び集めるようになった。1926年、この建物は「ファン・ゴッホの家」と命名された。1952年、ロジェールとミシェリーヌ・タグリアナ夫妻がこの家を購入し、アデリーヌ・ラヴーの協力のもと、ファン・ゴッホの滞在していた部屋の再現を行った。オーヴェルで撮影された映画『炎の人ゴッホ』の中でこの「ファン・ゴッホの家」が取り上げられると、ますます注目を浴びるようになった。
1986年以降、この建物はドミニク＝シャルル・ヤンセンが管理している。ファン・ゴッホの部屋も、建築家の手によって往時の姿に復元された。ファン・ゴッホが食事をとったダイニング・ルームも復元され、現在レストランとなっている。ファン・ゴッホが滞在していた5号室は一般に公開されており、1993年以降、100万人以上の人々が部屋を訪れている。

### ゴッホが描いたアデリーヌ・ラヴー

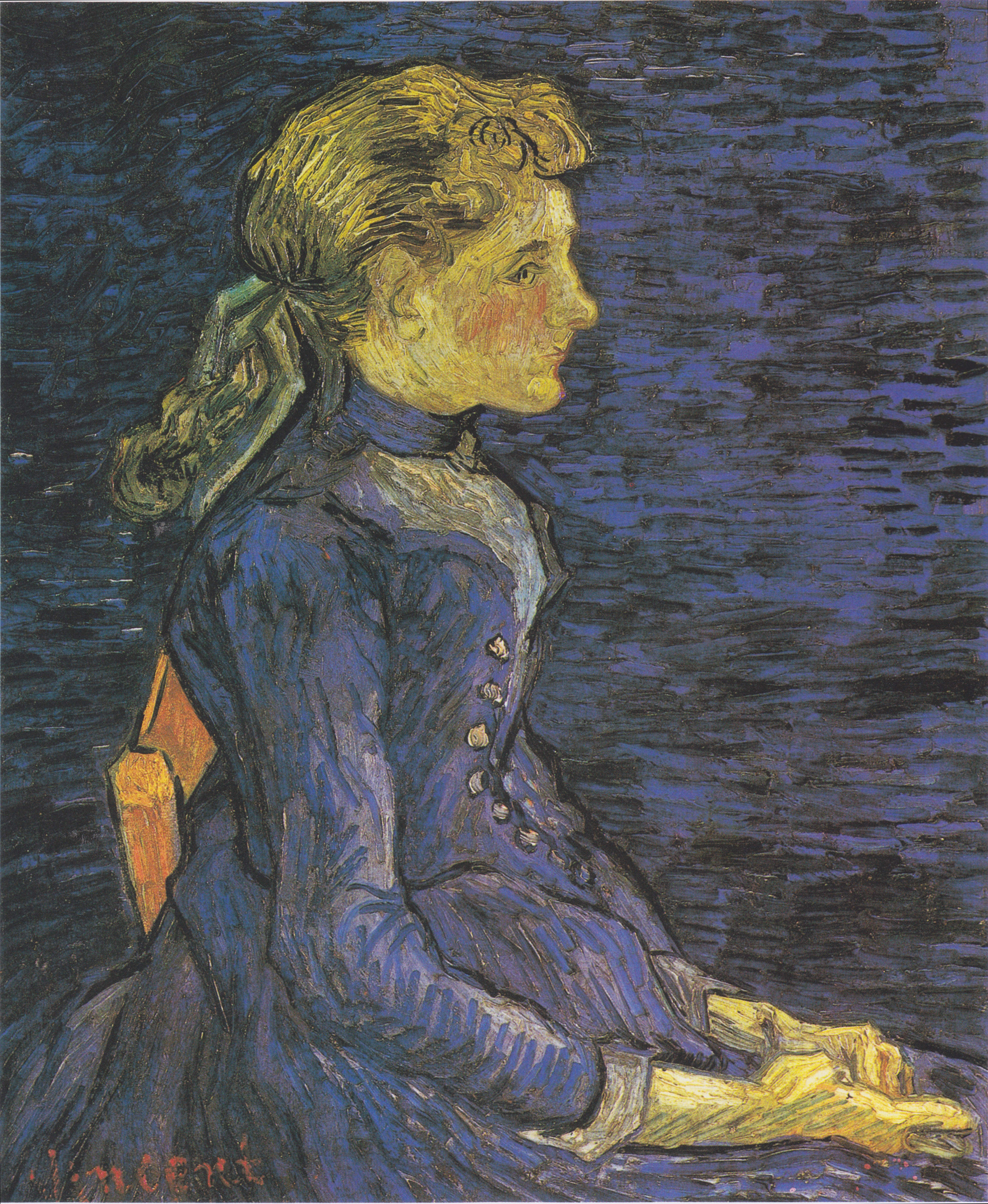
1890年6月
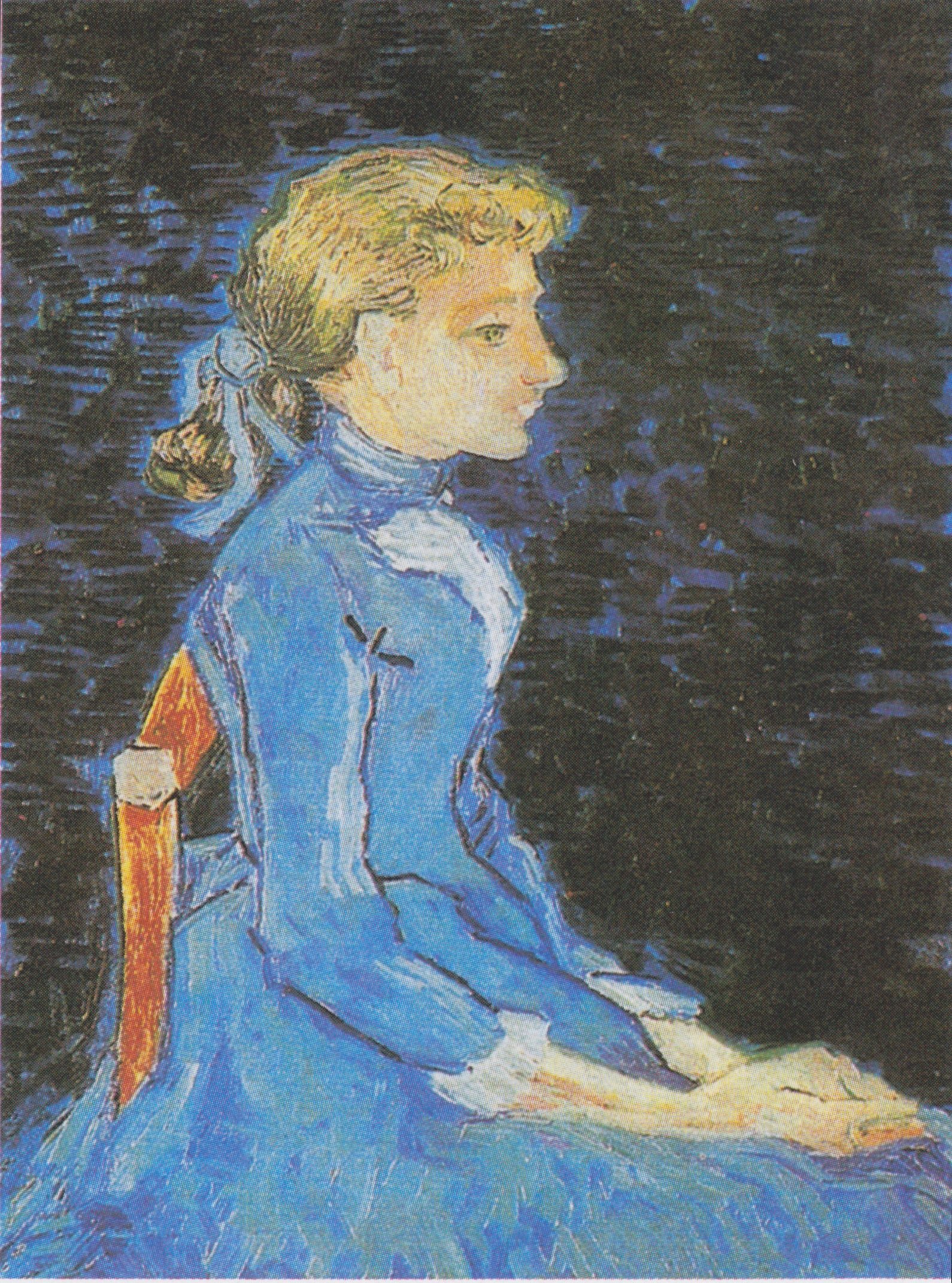
1890年6月
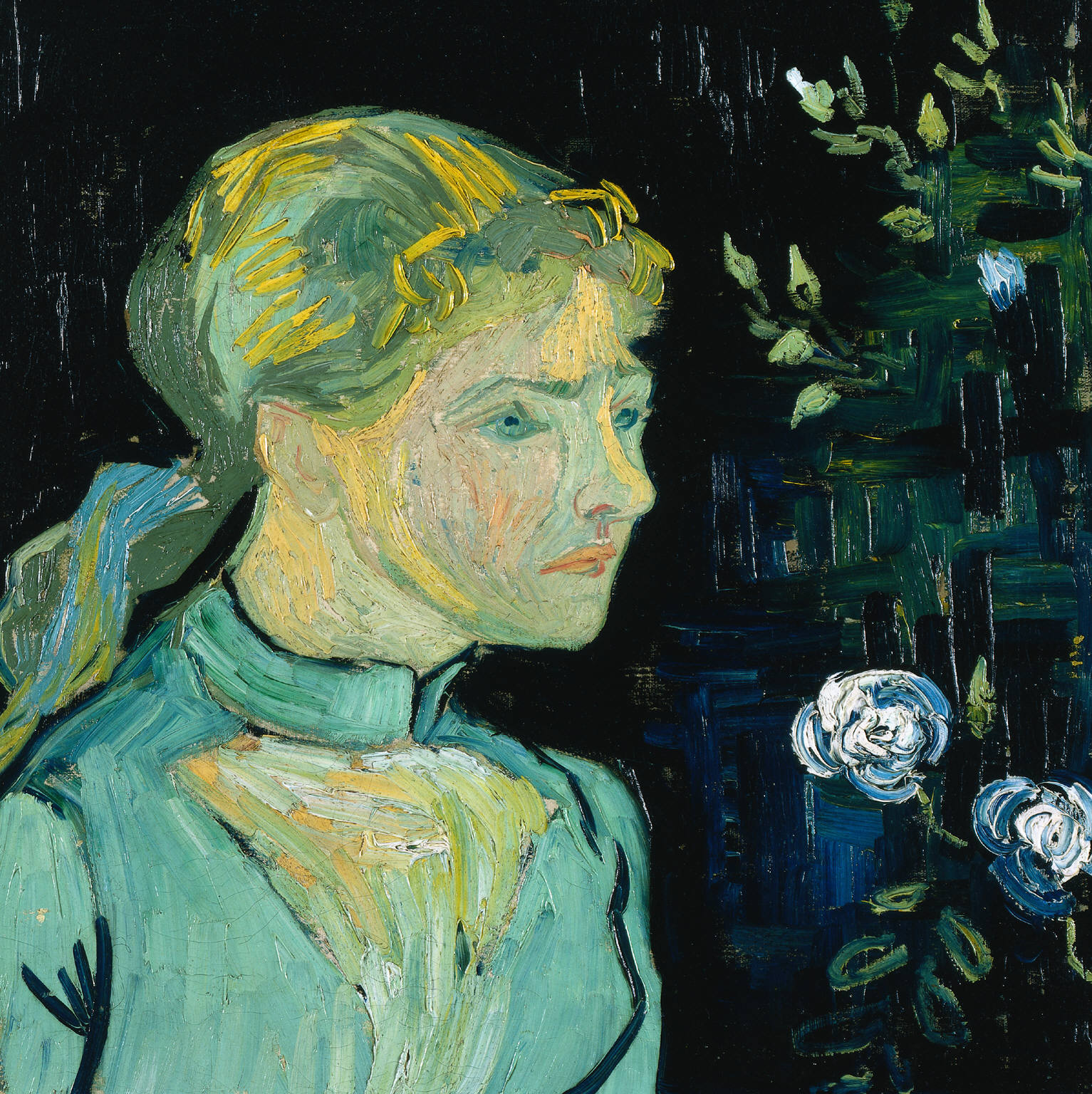